# Домартен (Рона)
Домартен (фр. Dommartin) насеље је и општина у источној Француској у региону Рона-Алпи, у департману Рона која припада префектури Лион.
По подацима из 2011. године у општини је живело 2704 становника, а густина насељености је износила 374,52 становника/km². Општина се простире на површини од 7,22 km². Налази се на средњој надморској висини од 291 метар (максималној 350 m, а минималној 235 m).

## Демографија
| 1962. | 1968. | 1975. | 1982. | 1990. | 1999. | 2011. |
| ----- | ----- | ----- | ----- | ----- | ----- | ----- |
| 463   | 506   | 1.142 | 1.451 | 1.616 | 2.288 | 2.704 |

График промене броја становника у току последњих година